# Spodoptera bipars
Spodoptera bipars là một loài bướm đêm trong họ Noctuidae.